# Noel Gallagher's High Flying Birds
Noel Gallagher's High Flying Birds er et engelsk rockband dannet i 2010 som soloprojekt for Oasis-sangskriveren, guitaristen og sangeren Noel Gallagher. 

## Bandet
Turnébandet består af tidligere Oasis-medlemmer Gem Archer (guitar), Mike Rowe (klaver) og Chris Sharrock (trommer) samt den tidligere Zutons-bassist Russell Pritchard. Bandet har også haft forskellige gæster, der har bidraget til albumsne, såsom Crouch End Festival Chorus, Amorphous Androgynous, Johnny Marr og Paul Weller.

## Dannelse og første udspil
Efter sin afsked fra Oasis i august 2009 var der mange spekulationer om, at Gallagher ville indspille et soloalbum. I juli 2011 holdt han en pressekonference for at bekræfte dette, efter at have afvist rygter fra sin bror Liam, som hævdede allerede at have hørt numrene. Senere samme år udgav Noel projektets selvbetitlede debutalbum. Flere singler fra albummet blev udgivet, herunder "The Death of You and Me", "If I Had a Gun...", "AKA... What a Life!", "Dream On" og "Everybody's on the Run". I 2015 udgav High Flying Birds deres andet album, Chasing Yesterday. Deres tredje album, Who Built the Moon?, blev udgivet i november 2017, efterfulgt af tre EP'er udgivet mellem 2019 og 2020. Det fjerde studiealbum, Council Skies, blev udgivet i juni 2023.
Noel Gallagher's High Flying Birds har spillet flere gange i Danmark, herunder i DR Koncerthuset, samt på Arena-scene på Roskilde Festival i 2015, hvor musikmagasinet Gaffa for sidst nævnte kvitterede med fem stjerner.

## Diskografi
- 2011: Noel Gallagher's High Flying Birds
- 2015: Chasing Yesterday
- 2017: Who Built the Moon?
- 2023: Council Skies